# Ekspert i sort
|  | Denne artikel er oprettet af botten Steenthbot ud fra en ekstern database. Den kan derfor have sproglige fejl eller mangler. Denne skabelon kan fjernes efter kontrol af indholdet. |

Ekspert i sort er en dansk portrætfilm fra 2009 instrueret af Claus Top Christensen.

## Handling
Erling Jørgensen er autodidakt maler og grafiker, født 1941. Portrættet tager udgangspunkt i samtaler fra kunstnerens hjem i Kolding, men kommer også til både Esbjerg og København, hvor der vises tidligere værker og ophængning af nye i Clausens Kunsthandel.